# برج بلور
برج بلور، یک برج تجاری، اداری و خدماتی واقع در شهر تبریز است. این برج که دارای ۲۵ طبقه است، که هم‌اکنون بلندترین ساختمان محدوده آبرسان تبریز می‌باشد. عملیات اجرایی برج بلور در سال ۱۳۸۰ شروع شده و در ۲۹ بهمن ۱۳۹۰ به صورت رسمی افتتاح گردید.
مساحت این مجتمع، ۳۳ هزار مترمربع می‌باشد و دارای چهار سالن همایش و پذیرایی، رستوران گردان، ۱۳۰ واحد تجاری، ۱۱۲ واحد اداری و ۵۹ واحد انباری است.
هزینه احداث برج بلور ۵۰۰ میلیارد ریال می‌باشد.

## طرح برج
طراحی برج بلور توسط علی‌اکبر صارمی انجام گرفته‌است. این طرح معماری در اردیبهشت سال ۱۳۸۶ از میان ۱۲۰ اثر، موفق به دریافت جایزه طرح برتر همایش ملی معماری نقش جهان اصفهان شد. همچنین سازه پروژه از لحاظ محاسبات، کیفیت فراوری و اجرای عملیات بتنی به عنوان سازه برتر بتنی در پنجمین همایش روز بتن انتخاب شد.

## بیشتر بخوانید
- فهرست مراکز خرید در ایران